# Episodi di Profiling (decima stagione)
La decima e ultima stagione della serie televisiva Profiling, composta da 8 episodi, è stata trasmessa in prima visione in Francia da TF1 dal 12 marzo al 23 aprile 2020.
In Italia la stagione è andata in onda sul canale Fox Crime Italia, canale 117 di Sky a partire da giovedì 4 giugno 2020.
|   | Titolo originale                  | Titolo italiano          | Prima TV Francia | Prima TV Italia |
| - | --------------------------------- | ------------------------ | ---------------- | --------------- |
| 1 | Double Jeu                        | Doppio gioco             | 12 marzo 2020    | 4 giugno 2020   |
| 2 | Connexions                        | Connessioni              | 12 marzo 2020    | 4 giugno 2020   |
| 3 | Dans ma Chair                     | Finzione e realtà        | 19 marzo 2020    | 12 giugno 2020  |
| 4 | Louves                            | Spiriti selvatici        | 26 marzo 2020    | 12 giugno 2020  |
| 5 | La croisée des chemins - partie 1 | Il bivio (prima parte)   | 2 aprile 2020    | 18 giugno 2020  |
| 6 | La croisée des chemins - partie 2 | Il bivio (seconda parte) | 9 aprile 2020    | 18 giugno 2020  |
| 7 | Toxique                           | Tossico                  | 17 aprile 2020   | 25 giugno 2020  |
| 8 | Requiem                           | Requiem                  | 23 aprile 2020   | 25 giugno 2020  |